# Humped
Humped es una demo casete de la banda canadiense de pop punk Chixdiggit lanzada en 1993 y es su primer trabajo. 

## Canciones
1. I should have played Football in High School - 2:02
2. Where's your mom? - 2:01
3. HIV - 2:39
4. I wanna Hump You - 2:17
- Datos: Q5905216